# Минарски, Эндрю
Эндрю Чарльз Минарски (14 октября 1916, Виннипег, Канада — 13 июня 1944, Камбре, Франция) — бортстрелок канадских военно-воздушных сил, кавалер Креста Виктории, награждённый за мужество и героизм, проявленные при попытке спасти члена экипажа своего самолёта.

## Биография
Родился в семье польского эмигранта. Помимо него в семье было ещё два сына и три дочери. Учился в школе Короля Эдварда и Исаака Ньютона, затем в техническом училище Святого Джона. В 16 лет стал работать резчиком ткани, чтобы деньгами помочь семье после смерти отца.
В 1940 году он поступил на службу в Royal Winnipeg Rifles, однако пробыл там весьма недолго, после чего поступил на службу в Канадские королевские военно-воздушные силы.
В ходе обучения он пробовал стать радистом, но возникли проблемы с изучением азбуки Морзе. Тогда он был направлен на обучение на бортстрелка. В декабре 1941 года он закончил обучение и в временном звании сержанта направлен сначала в Галифакс, а затем в январе 1942 года через океан.
После ряда переводов через оперативные подразделения профессиональной подготовки Минарски в звании уоррент-офицера оказался в 419 эскадрилье (en:419 Tactical Fighter Training Squadron), где присоединился к экипажу Арта Дебрейна в качестве стрелка. Эскадрилья базировалась на военном аэродроме под Дарлингтоном (Великобритания) и летала сначала на Vickers Wellington, затем на Handley Page Halifax. В 1944 году в эскадрилью поступили новые бомбардировщики Avro Lancaster. В июне 1944 года Арт Дебрейн также получил самолёт Avro Lancaster Mk X (#KB726, обозначенный кодом «VR-A», позывной — «Способный»).

## Последний полёт
Вскоре после начала высадки в Нормандии 12 июня 1944 года Минарски вместе с остальными членами экипажа совершали свой тринадцатый боевой вылет. Совершался массированный налёт по железнодорожным станциям на севере Франции.
В полночь при пролёте береговой линии самолёты были обнаружены немецкой противовоздушной обороной.
VR-A Дебрейна был атакован ночным истребителем Ju-88. Бомбардировщик получил несколько попаданий в левое крыло и центральную часть фюзеляжа. Были повреждены оба левых двигателя, загорелось топливо, вытекавшее из пробитого бака. Пламя перекинулось на корпус. Дебрейн попытался исправить ситуацию, но всё было бесполезным, дым заполнял кабину, приборная доска оказалась обесточенной, после чего командир отдал приказ экипажу немедленно покинуть самолёт. Он пытался удерживать самолёт в более-менее горизонтальном положении, чтобы дать экипажу возможность выпрыгнуть с парашютом, пока по его расчётам все не покинули самолёт, а до земли осталось не больше нескольких сотен метров, после чего выпрыгнул через носовой аварийный люк.
Однако в самолёте всё ещё оставались люди. Один из бортстрелков Пэт Брофи (Pat Brophy) оказался запертым в хвостовой башне. Привод гидросистемы, управлявший работой башни, вышел из строя, после того как остановились оба левых двигателя, от которых подавалось питание. Башня оказалась под углом к продольной оси фюзеляжа. Брофи смог немного приоткрыть скользящие дверки башни, но когда он попробовал вручную повернуть башню, оказалось, что механизм вращения выведен из строя.
Верхний бортстрелок Эндрю Минарски после получения приказа об эвакуации выбрался из своей башни, пробрался в хвостовую часть самолёта, где смог открыть основной люк и приготовился прыгать. Однако оглянувшись, он сквозь дым и пламя, охватившее самолёт, увидел запертого Брофи. Оставив люк открытым, Энди сквозь огонь бросился к товарищу. Его лётный комбинезон начал гореть, Минарски руками сбивал пламя, но оно загоралось снова. Добравшись до хвоста, он достал из ящика с инструментами топор и начал бить по дверцам башни. Они немного приоткрылись, но по-прежнему недостаточно, чтобы Брофи мог протиснуться. Энди бил по дверям, хотя в узком фюзеляже особо негде было замахнуться, а пламя подступало вплотную. Брофи, понявший, что всё безнадёжно, кричал Минарски, чтобы тот прыгал. Но Минарски продолжал попытки открыть двери, пока через некоторое время сам не понял, что всё бесполезно. Тогда он отдал честь Брофи и не спеша пошёл к люку и выпрыгнул. К этому времени на нём во многих местах горел его комбинезон и парашют.
Местные жители видели, как опускался на землю Минарски. Спуск был очень стремительным из-за того, что парашют горел. Даже после приземления продолжал гореть и комбинезон на Минарски. Его быстро доставили в немецкий полевой госпиталь, но вскоре он скончался от многочисленных полученных им ожогов.

### Остальной экипаж

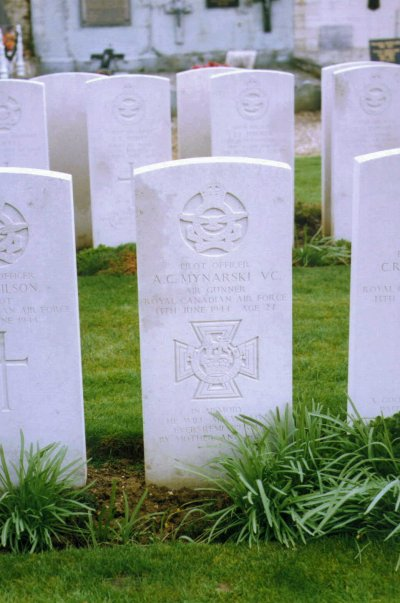
Могила Минарски во Франции

Остальные пять членов экипажа покинули самолёт, пострадал только бомбовый наводчик Джек Фрайди (Jack Friday). Он попытался выйти через носовой люк, но ветром люк вырвало из рук и ударило Джека по голове. Бортинженер Рой Вигарс (Roy Vigars) увидел бессознательного Фрайди, быстро надел на него парашют и вытолкнул в люк, проконтролировав раскрытие парашюта. Все остальные члены экипажа также покинули самолёт через передний люк. Только Минарски смог выпрыгнуть через задний.
По случайности судьбы Пэт Брофи уцелел. Бомбардировщик коснулся земли на относительно ровном киле, вероятно сначала хвостовой частью, после чего она оторвалась от фюзеляжа, так, что последовавшая вскоре детонация бомб от удара о землю не затронула Брофи.
Пэт Брофи, штурман Роберт Боди (Bob Bodie), радист Джеймс Келли (Jim Kelly) и пилот Арт Дебрейн (Art deBreyne) были спрятаны французами. Вскоре все они, кроме Брофи, вернулись в Англию. Вигарс и Фрайди были захвачены немцами и находились в лагере до освобождения американскими войсками. Брофи присоединился к французскому Сопротивлению и вернулся в Лондон только в сентябре 1944 года. Там он и узнал о смерти Минарски. В 1945 году он встретился с остальными членами экипажа и рассказал о том, как Минарски, фактически пожертвовав собой, пытался его спасти.

## Награды
В конце 1945 года, после того как командир самолёта Арт Дебрейн узнал о обстоятельствах гибели Минарски он представил его к награде. Также он начал поиски могилы Энди Минарски.
Рекомендации Дебрейна дали ход и 11 октября 1946 года Эндрю Минарски за «доблесть высшей пробы» был награждён высшей наградой Великобритании Крестом Виктории посмертно. Также посмертно ему было присвоено звание младшего лейтенанта (Pilot officer).

## Память

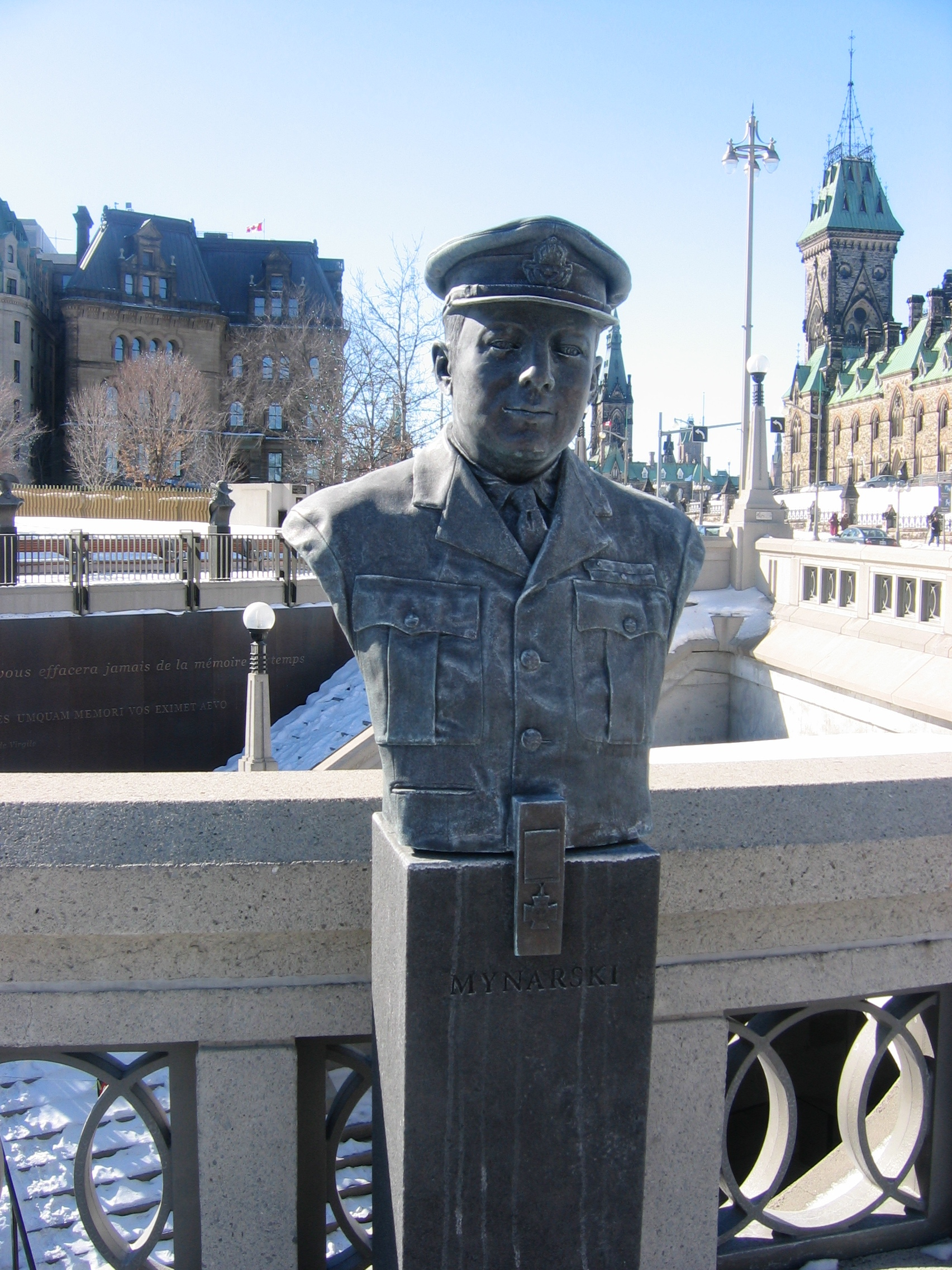
Бюст в памятнике героям

В 1989 году Крест Виктории Минарски был передан членами его семьи командованию ВВС Канадских вооружённых сил. Теперь он находится в мемориальной комнате Минарски в штабе 1-й канадской авиационной дивизии. Топор, которым пытался спасти товарища Минарски, был позднее обнаружен в разбишемся самолёте. Теперь он находится на авиабазе Cold Lake, где базируется 41-я эскадрилья.
Имя Эндрю Минарски носит начальная школа в Виннипеге и парк Альберте, эскадрильи в Royal Canadian Air Cadets и Royal Canadian Legion.
Один из двух сохранившихся до наших дней и способных взлететь Avro Lancaster в находится в музее наследия канадской военной авиации. Он известен как мемориальный Ланкастер Минарски, и носит раскраску и опознавательные знаки VR-A в честь самолёта Минарски. Также на его борту нарисован Крест Виктории.
В Оттаве в мемориале доблестных установлены бюсты и памятники в честь 14 ключевых фигурах военной истории Канады. Среди прочих так установлен и бюст Минарски.
На авиабазе RAF Middleton St. George в Великобритании, откуда экипаж Минарски вылетал на задание, в 2005 году установлена бронзовая статуя Минарски, правой рукой он отдаёт честь, как делал это Пэту Брофи в 1944 году.